# Carlos Pena Jr.
Carlos Roberto PenaVega (ur. 15 sierpnia 1989) – amerykański aktor, piosenkarz, autor tekstów, tancerz i reżyser. Wystąpił w roli Carlosa Garcíi w serialu emitowanym na kanale Nickelodeon Big Time Rush. Jest wokalistą zespołu o tej samej nazwie.

## Wczesne lata
Urodził się w mieście Columbia, w stanie Missouri. Wychowywał się w Weston na Florydzie. Jego matka jest pochodzenia dominikańskiego, a ojciec ma korzenie wenezuelskie i hiszpańskie. Uczęszczał do Sagemont Upper School, gdzie był cheerleaderem.

## Kariera
Pojawił się w lokalnych produkcjach Grease i Człowiek z La Manchy. Dostał rolę również w American Heritage School, gdzie uczęszczał przed wyjazdem do Los Angeles, aby realizować karierę aktorską, i wziąć udział w produkcji Titanica. W 2004 roku zagrał Alro Escobara w serialu Ostry dyżur. W latach 2009–2013 wcielał się w postać Carlosa Garcii w produkcjach Big Time Rush i Big Time Rush w akcji.

## Życie prywatne
4 stycznia 2014 poślubił Alexę Vegę, zmieniając przy tym nazwisko na PenaVega. Mają dwóch synów - Oceana Kinga (ur. 7 grudnia 2016) i Kingstona Jamesa (ur. 2 lipca 2019) oraz córkę Rio Rey (ur. 7 maja 2021).

## Filmografia
- Ostry dyżur (2004) jako Arlo Escobar
- Szkolny poradnik przetrwania (2004) jako King Bee
- Potyczki Amy (2005) jako Diego Valdesera
- Summerland (2005) jako Student
- Big Time Rush (2009-2013) jako Carlos Garcia
- Little Birds (2012) Jako Louis
- Big Time Rush w akcji (2012) jako Carlos Garcia
- Code Academy (2014) jako Marcos
- Spare Parts (2015) jako Oscar Vasquez
- Life Sentence (2018) jako Darrius